# Восточный Мезьер
Восто́чный Мезье́р (фр. Mézières-Est) — кантон во Франции, находится в регионе Шампань — Арденны, департамент Арденны. Входит в состав округа Шарлевиль-Мезьер.
Код INSEE кантона — 0833. Всего в кантон Восточный Мезьер входит 2 коммуны, из них главной коммуной является Шарлевиль-Мезьер.

## Коммуны кантона
| Коммуна          | Население, чел. (1999) | Почтовый индекс | Код INSEE |
| ---------------- | ---------------------- | --------------- | --------- |
| Ла-Франшвиль     | 1 590                  | 08000           | 08105     |
| Шарлевиль-Мезьер | 17 221                 | 08000           | 08180     |

## Население
Население кантона на 1999 год составляло 19 311 человек.
| 1962 | 1968 | 1975 | 1982 | 1990   | 1999   | 2006 | 2007 | 2008 |
| ---- | ---- | ---- | ---- | ------ | ------ | ---- | ---- | ---- |
| —    | —    | —    | —    | 19 051 | 19 311 | —    | —    | —    |